# Anatolij Lapidiewski
Anatolij Wasiljewicz Lapidiewski (ros. Анато́лий Васи́льевич Ляпиде́вский, ur. 10 marca?/23 marca 1908 we wsi Biełaja Glina w guberni stawropolskiej (obecnie w Kraju Krasnodarskim), zm. 29 kwietnia 1983 w Moskwie) – radziecki pilot wojskowy, generał major lotnictwa, pierwszy Bohater Związku Radzieckiego (1934).

## Życiorys
Był uczniem ślusarza i kowalem, do 1926 skończył 9 klas szkoły w Jejsku, od września 1926 służył w Armii Czerwonej, w 1927 ukończył Leningradzką Wojskowo-Teoretyczną Szkołę Sił Wojskowo-Powietrznych. W 1928 ukończył Sewastopolską Wojskową Szkołę Lotników Morskich, był pilotem w lotnictwie morskim i lotnikiem-instruktorem wojskowej szkoły lotników morskich w Jejsku, w kwietniu 1933 został przeniesiony do rezerwy, po czym pracował jako pilot w Dalekowschodnim Zarządzie Cywilnej Floty Powietrznej. W lutym-marcu 1934 brał udział w ratowaniu pasażerów tonącego statku „Czeluskin”, wykonując 29 lotów i ratując 12 osób: 10 kobiet i 2 dzieci. Za ten czyn 20 kwietnia 1934 otrzymał (jako pierwszy) tytuł Bohatera Związku Radzieckiego. Od marca 1935 ponownie służył w Armii Czerwonej, w 1939 ukończył Akademię Wojskowo-Powietrzną im. Żukowskiego i został zastępcą szefa Głównej Inspekcji Ludowego Komisariatu Przemysłu Lotniczego ZSRR, od lutego do września 1940 był szefem Wydziału Próbnych Lotów tego resortu, następnie był dyrektorem zakładów lotniczych nr 156, 166 i 288 w Moskwie i Omsku. Od maja do września 1942 był szefem Wydziału Prób Instytutu Naukowo-Badawczego Sił Wojskowo-Powietrznych, następnie brał udział w wojnie z Niemcami jako zastępca dowódcy Sił Wojskowo-Powietrznych 19 Armii ds. tyłów, a od grudnia 1942 do września 1943 pomocnik szefa i szef wydziału 7 Armii Powietrznej, walczył na Froncie Karelskim, 1943-1945 był dyrektorem zakładu doświadczalnego Specjalnego Biura Konstruktorskiego (OKB) Tupolewa. W latach 1945–1949 był głównym kontrolerem Ludowego Komisariatu/Ministerstwa Kontroli Państwowej ZSRR, od lutego do kwietnia 1949 zastępcą ministra przemysłu lotniczego ZSRR, 1949-1954 dyrektorem zakładu lotniczego nr 25, 1954-1961 dyrektorem zakładu doświadczalnego Biura Konstruktorskiego-25, 5 czerwca 1946 otrzymał stopień generała majora. W marcu 1961 zakończył służbę wojskową. Był członkiem Centralnego Komitetu Wykonawczego ZSRR (1935-1937) i deputowanym do Rady Najwyższej ZSRR 1 kadencji (1937-1946). Został pochowany na Cmentarzu Nowodziewiczym.

## Upamiętnienie
W jego rodzinnej miejscowości postawiono jego pomnik. Jego imieniem nazwano dwie szkoły (m.in. w Jejsku), ulice w Moskwie, Barnaule, Nowosybirsku, Groznym, Omsku, Rostowie nad Donem, Stawropolu, Ułan Ude, Jarosławiu, Wyksie, Jejsku, Tichoriecku, Magnitogorsku, Orsku, Rybińsku i innych miastach.

## Odznaczenia
- Bohater Związku Radzieckiego (20 kwietnia 1934)
- Order Lenina (trzykrotnie - 16 kwietnia 1934, 4 stycznia 1954 i 30 kwietnia 1954)
- Order Rewolucji Październikowej (22 marca 1978)
- Order Czerwonego Sztandaru (6 maja 1946)
- Order Wojny Ojczyźnianej I klasy (16 września 1945)
- Order Wojny Ojczyźnianej II klasy (4 sierpnia 1943)
- Order Czerwonego Sztandaru Pracy (11 września 1956)
- Order Czerwonej Gwiazdy (dwukrotnie - 2 listopada 1944 i 3 listopada 1944)
- Order Znak Honoru (19 lipca 1960)

I medale.